# Výseč (architektura)
Slovem výseč (nepřesně též luneta) se v architektuře označuje klenební útvar vzniklý kolmým průnikem dvou valených kleneb. Zpravidla se jedná o klenby s odlišným rozponem a vzepětím, případně i průřezem.
Výseč má přitom v klenbě doplňkovou funkci, neboť prostor zaklenutý hlavní klenbou člení. Praktickým důvodem vytvoření výseče je například existence okenního či dveřního otvoru v případě, že by s nimi příliš nízko nasazená pata klenby kolidovala. Výseč v klenbě však může mít i čistě estetickou funkci.
V románské a především gotické architektuře výseče nebyly používány. V renesanční a částečně i barokní  architektuře byly hojně užívány trojboké výseče, později, především v klasicismu pětiboké výseče, které jsou v podstatě vytvořeny použitím segmentové klenby namísto klenby valené. Pokud se vrcholy symetricky umístěných výsečí dotýkají, jedná se o styčné výseče, v opačném případě jde o výseče nestyčné.
Kromě valených kleneb mohou být výseče použity i u jiných typů kleneb, například kupole, neckové klenby (zde jsou užívány též koutové výseče) atp.